# Никола Бакърджиев
Никола Петков Бакърджиев е български офицер (генерал от пехотата), началник-щаб на армията (26 май 1926 – 11 януари 1929) и (31 януари 1931 – 16 май 1934), министър на войната (11 януари 1929 – 31 януари 1931).

## Биография
Никола Бакърджиев е роден на 26 септември (стар стил) 1881 г. в Търново. Завършва гимназия в родния си град, след което завършва Военното на Негово Княжеско Височество училище като първенец на 22-ри випуск, с Височайша заповед № 1 на 1 януари 1901 г. е произведен в чин подпоручик и същата година е зачислен в 5-и артилерийски полк в Шумен. Като първенец на випуска получава награда от фонда на генерал Иван Кишелски.
В края на 1903 г. се явява на конкурсен изпит за следване в Торинската генералщабна академия, Италия и след успешното полагане още същата година постъпва в академията. Завършва с отличие през есента на 1907 година, като височайша заповед № 1 от 1 януари 1904 г. е произведен в чин поручик, през 1905 г. преминава стаж в 63-ти пехотен полк в Нова Лигуре, а през 1906 г. в 19-и конен полк в Милано.
С височайша заповед № 29 от 2 ноември 1907 г. е назначен за старши адютант на 1-ва бригада на 7-а пехотна рилска дивизия, с височайша заповед № 1 от 1 януари 1908 г. е командирован в Генералния щаб като помощник помощник-началник на секция „Военни съобщения“, след което с височайша заповед № 9 от 6 септември 1908 г. е командирован във Военното училище за преподавател по обща тактика на старшия клас, като на 23 октомври с височайша заповед № 37 е произведен в чин капитан. Със заповед № 156 по Военното министерство от 24 април 1909 г. е изпратен на стаж в 1-ви конен полк, а през ноември същата година е командирован за командир на батарея от 5-и артилерийски полк. На 20 януари 1910 г. капитан Бакърджиев е назначен на служба като помощник-началник на секция „Военни съобщения“ в Щаба на армията. Награден е с Кръст за независимостта на България 1908. С височайша заповед № 1 от 1 януари 1911 г. е назначен за началник на „Строева секция“ при организационно-строевото отделение.

### Балкански войни (1912 – 1913)
При мобилизацията на войската за участие в Балканската война (1912 – 1913), на 17 септември е назначен за помощник-началник на Оперативната секция при Щаба на действащата армия. Взема дейно участие в осигуряване на настъпателните действия в Източна Тракия, на Македонския военен театър и при обсадата на Одрин. Участва и в изготвянето на условията за примирието. За дейността си като помощник-началник на 25 февруари 1913 г. съгласно заповед по действащата армия № 132 е награден с Кавалерския кръст на орден „За военна заслуга“ на лента. Със заповед № 55 от 23 март 1913 г. по Действащата армия е назначен за временен началник на „Оперативната секция“. На 5 август 1913 с височайша заповед № 133 е произведен в чин майор. След края на войната е част от делегацията по определяне на гръцко-българската граница и в края на септември се завръща в София. Предложен е за военен аташе в легацията в Атина, но отказва.
През пролетта на 1914 г. майор Никола Бакърджиев се жени за дъщерята на опълченеца Михаил Начев – участник в Руско-турската война (1877 – 1878) и ранен при Шейново. За дейността си по време на Балканските войни със заповед № 221 от 1913 г. е награден с Кавалерски кръст на ордена „Св. Александър“ с мечове, а на 10 ноември 1914 г. със заповед № 74 е награден с офицерския знак за 10-годишна отлична служба. С височайща заповед № 33 от 1 юли 1914 г. му е разрешен двумесечен отпуск в Австро-Унгария, Швейцария и Италия, но отпускът му е прекратен поради избухването на Първата световна война.

### Първа световна война (1915 – 1918)
По време на Първата световна война e началник на Оперативната секция в Щаба на действащата армия. На 24 март 1916 г. е назначен за командир на дружина в 1-ви пехотен софийски полк, с който участва във войната с Румъния и овладяването на Тутраканската крепост. На 25 ноември 1916 отново е върнат на старата си длъжност в Щаба на армията. На 16 март 1917 година е повишен в чин подполковник, а от декември 1917 г. е изпълняващ длъжността началник на Оперативното отделение при Щаба на действащата армия. През април 1918 година е командирован в Германия на Западния фронт.
На 1 ноември 1919 година е повишен в чин полковник, а на 25 ноември същата година е назначен за преподавател във Военната академия и временен началник на Военноисторическата секция при Щаба на армията. От пролетта на 1920 година е командир на 3-ти пехотен бдински полк, след което от 1 април 1921 г. е командир на 7-и пехотен рилски полк, а по-късно – командир на 9-и пехотен пловдивски полк. От 11 август 1922 година е председател на Военноисторическата комисия към Щаба на армията. От 4 юли 1923 до 26 май 1926 г. е началник на Втора военна област в Пловдив.
На 6 май 1926 г. е произведен в чин генерал-майор. От 26 май 1926 до 11 януари 1929 г. заема длъжността началник на Щаба на войската. От 11 януари 1929 до 31 януари 1931 г. е министър на войната във второто и третото правителство на Андрей Ляпчев, но след обществения скандал с Шпионската афера подава оставка и от 31 януари 1931 г. отново заема длъжността началник на Щаба на войската. На 6 май 1934 г., в навечерието на Деветнадесетомайския преврат, подава оставка в знак на протест срещу назначаването на председателя на Военния съюз Атанас Ватев за военен министър.
На 15 май 1930 е произведен в чин генерал-лейтенант, а на 16 май 1934 в чин генерал от пехотата и уволнен от армията. Сътрудничи на Военноисторическата комисия при Генералния щаб. През 1943 г. е поканен за министър на войната, но отказва.
Генерал от пехотата Никола Бакърджиев умира на 21 март 1954 г. в София.

## Семейство
Генерал от пехотата Никола Бакърджиев е женен и има 1 дете.

## Военни звания
- Подпоручик (1901)
- Поручик (1904)
- Капитан (15 октомври 1905)
- Майор (5 август 1913)
- Подполковник (16 май 1917)
- Полковник (2 ноември 1919)
- Генерал-майор (6 май 1926)
- Генерал-лейтенант (15 май 1930)

## Награди
- Кръст за независимостта на България 1908 (1909)
- Народен орден „За военна заслуга“ V степен на военна лента (1913)
- Орден Св. Александър“ V степен с мечове (1913)
- Знак „За 10 години отлична служба“ (1914)
- Германски орден „Железен кръст“ II клас (1916)
- Военен орден „За храброст“ IV степен 1-ви и 2-ри клас (1917)
- Орден „Железен кръст“ I клас, Германска империя (1918)
- Орден „Австрийска кралска военна звезда“, Австро-Унгария (1918)
- Унгарски възпоменателен медал, Австро-Унгария (1918)
- Орден „Св. Александър“ III степен (1926)
- Народен орден „За военна заслуга“ II степен (1927)
- Народен орден „За военна заслуга“ I степен на обикновена лента (1930)
- Кавалер на големия кръст на Италианската кралска корона и сребърна звезда с брилянти (1930)
- Военен орден „За храброст“ III степен, 2-ри клас
- Орден „Св. Александър“ II степен без мечове
- Турски орден „Железен полумесец“